# Schloss Breitenburg

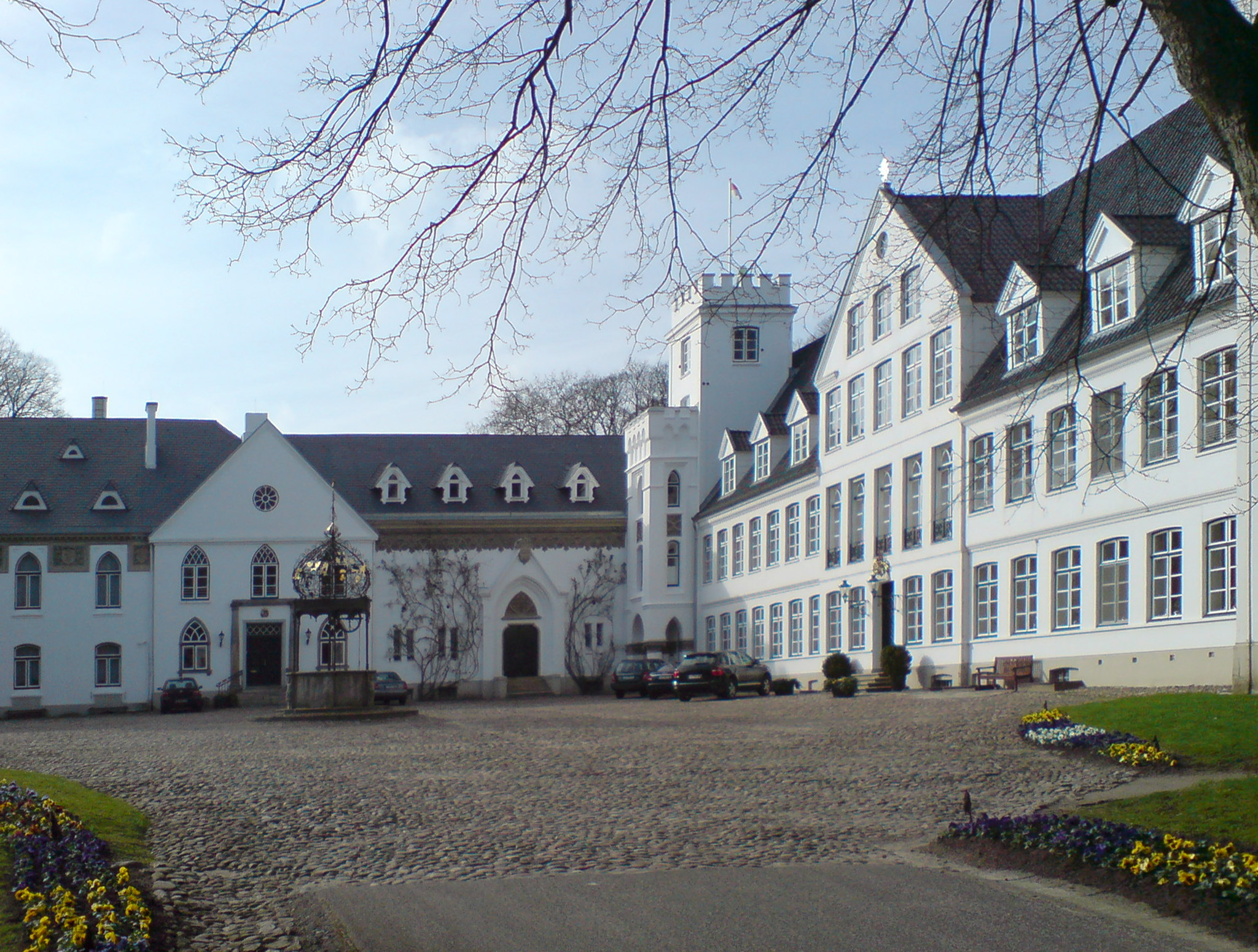
Der Hof von Schloss Breitenburg. Links der Westflügel, rechts der Nordflügel

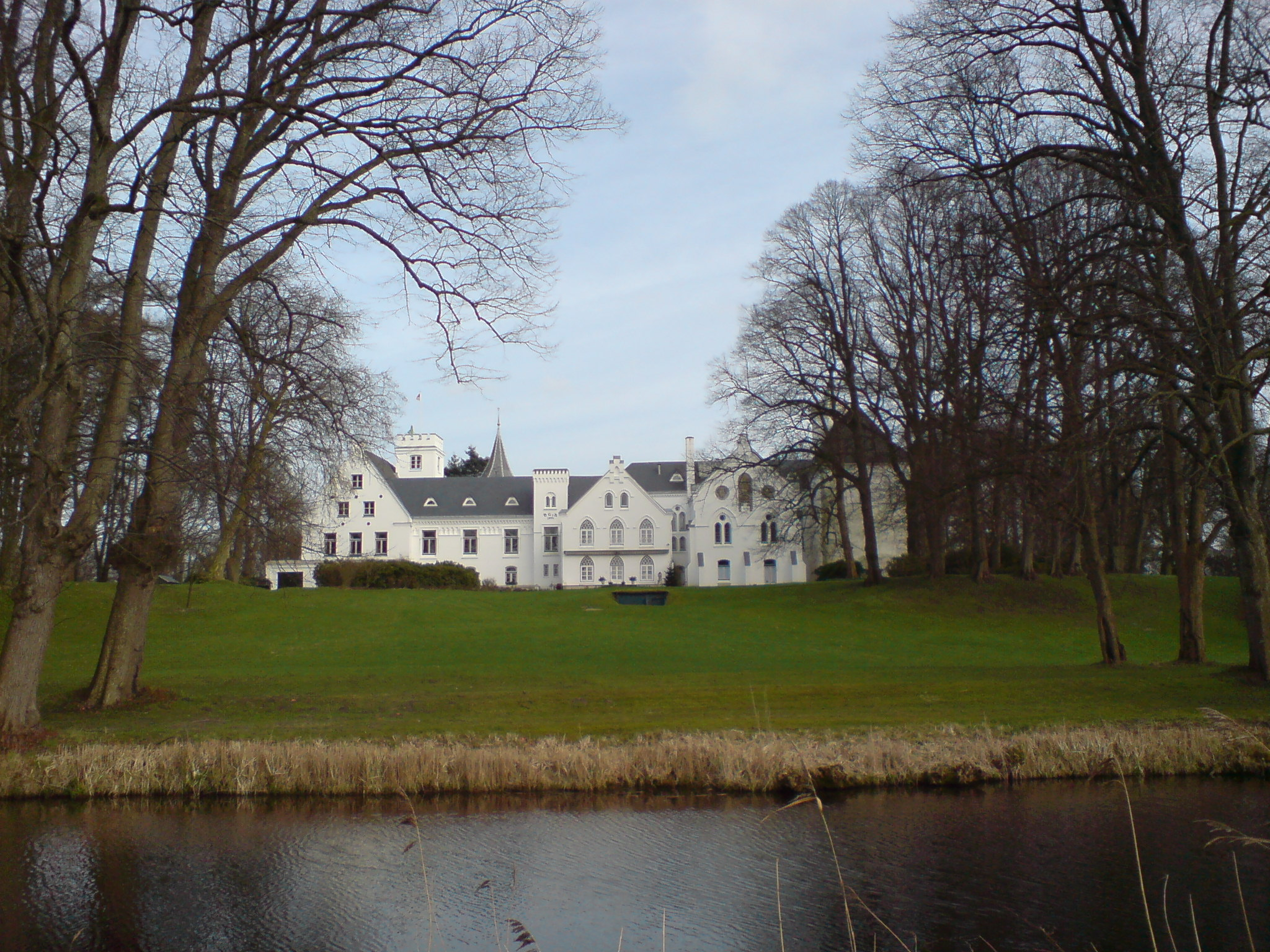
Schloss Breitenburg, Blick auf die gartenseitige Fassade des Westflügels

Das Schloss Breitenburg in Breitenburg gehört zu den bedeutendsten Profanbauten im Kreis Steinburg und war im 16. und 17. Jahrhundert eines der politischen und kulturellen Zentren Schleswig-Holsteins.
Die zweiflügelige Anlage ist in ihrer nahezu 500-jährigen Baugeschichte von einem befestigten Renaissance-Sitz zu einem historistischen Landsitz aus- und umgebaut worden. Da es sich bis heute in Familienbesitz befindet und bewohnt wird, ist es der Öffentlichkeit nur in begrenztem Umfang zugänglich.

## Geschichte des Schlosses

### Die Vorgeschichte des Schlossgeländes

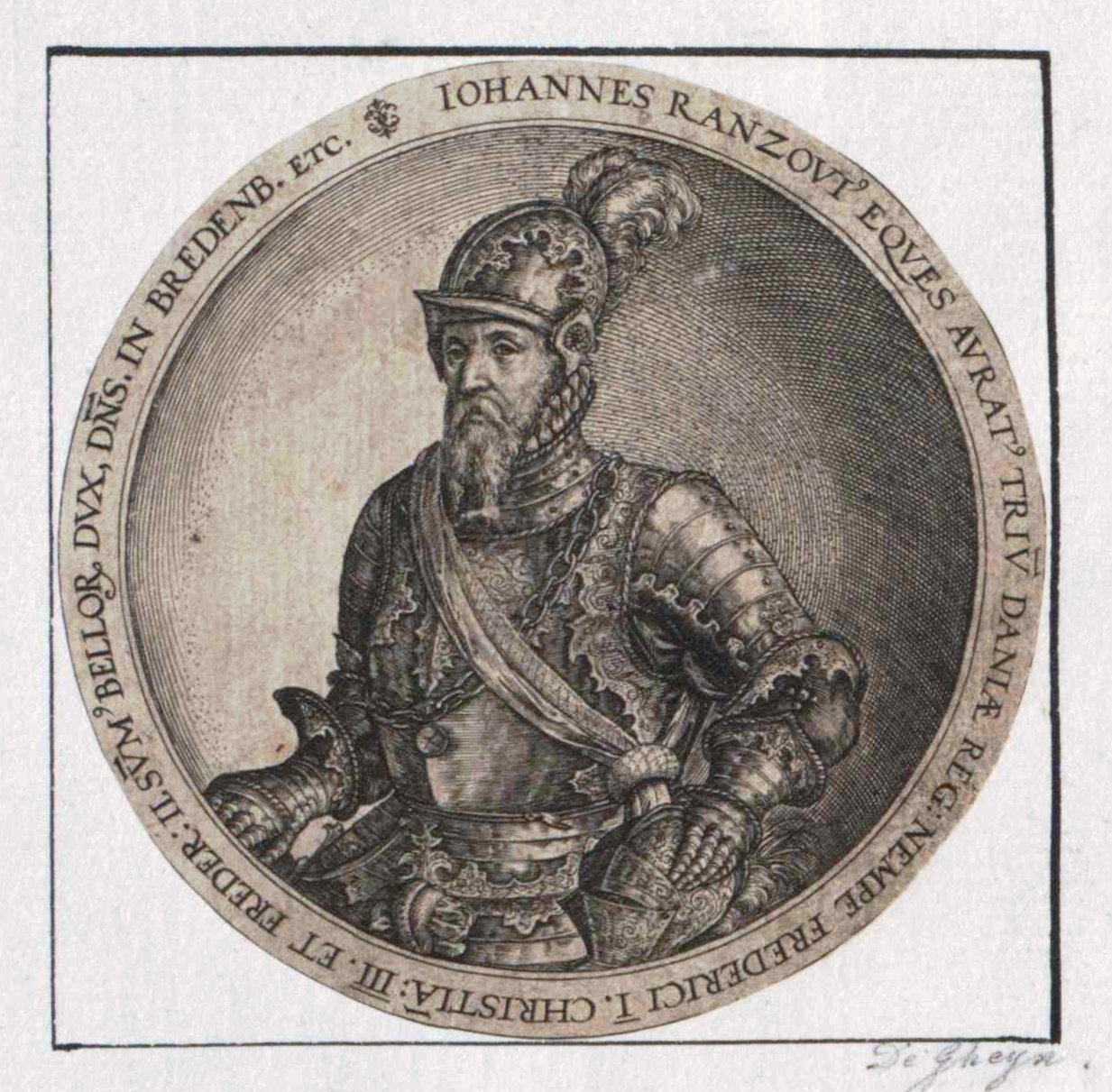
Der Bauherr des Schlosses, Johann Rantzau (Jakob de Gheyn II.)

Das Gebiet des Schlosses Breitenburg in der Niederung der Stör gehörte im Mittelalter zu den umfangreichen Besitzungen des Klosters Bordesholm. 1526 erwarb der Feldherr Johann Rantzau die Ländereien. Rantzau stammte aus dem benachbarten Ort Steinburg und diente dem dänischen König Friedrich I. als Statthalter im Herzogtum Holstein. Die Rantzaus gehörten zu dieser Zeit zu den wohlhabendsten und einflussreichsten Familien Schleswig-Holsteins und besaßen bereits ausgedehnte Ländereien und ertragreiche Güter. Johann Rantzau beabsichtigte, auf dem nach einem Hochwasser 1521 verödeten Gelände eine Residenz für sich und einen weiteren Gutshof zu errichten. Die einzige Anhöhe in der weiteren Umgebung war eine bewachsene Düne mit einem kleinen Mönchshof darauf, der sogenannte Breitenberg. Im 16. Jahrhundert war es durchaus noch nötig, einen adligen Wohnsitz zu befestigen, und der flache Hügel bot vom strategischen Standpunkt betrachtet die besten Voraussetzungen dafür. Der alte Hof wurde abgetragen und ab 1530 ein Herrensitz errichtet – die zukünftige Breitenburg.

### Der befestigte Renaissancesitz
Um das Gelände gegen die steten Überschwemmungen der Stör zu schützen, wurde als erstes mit dem Bau eines Deiches begonnen und der Burghügel mit einem Graben umgeben. Der Graben hatte eine doppelte Funktion; als Burggraben sicherte und schützte er die Festung und diente zugleich der Entwässerung des Geländes. Johann Rantzau ließ innerhalb der befestigten Anlage ein Wohnhaus erbauen, das ganz der damals üblichen Bautradition entsprach: Ein noch von der Gotik geprägtes Doppelhaus mit zwei separaten Dächern und schmückenden Treppengiebeln, das später um das Doppelte vergrößert wurde. Außerhalb der eigentlichen Burg und mit Palisaden gesichert lag ein Wirtschaftshof, der als Vorburg und dem Betrieb des Gutshofs diente. Johann Rantzaus Breitenburg war eines von vielen Herrenhäusern in seinem Besitz und nicht ständig von ihm bewohnt, sein Sohn und Erbe Heinrich Rantzau nutzte es jedoch als Hauptwohnsitz.
Unter Heinrich Rantzau wurde die rechteckige Insel mit hohen Wällen gesichert und diese mit dornigen Büschen wie Himbeeren und Heckenrosen bepflanzt. Zusätzlich wurden in die Mitte des Grabens Palisaden gerammt, die ein Durchschwimmen der Anlage verhindern sollten. Nach Beendigung dieser Arbeiten war die Breitenburg eine der sichersten Festungen im dänisch beherrschten Gebiet.

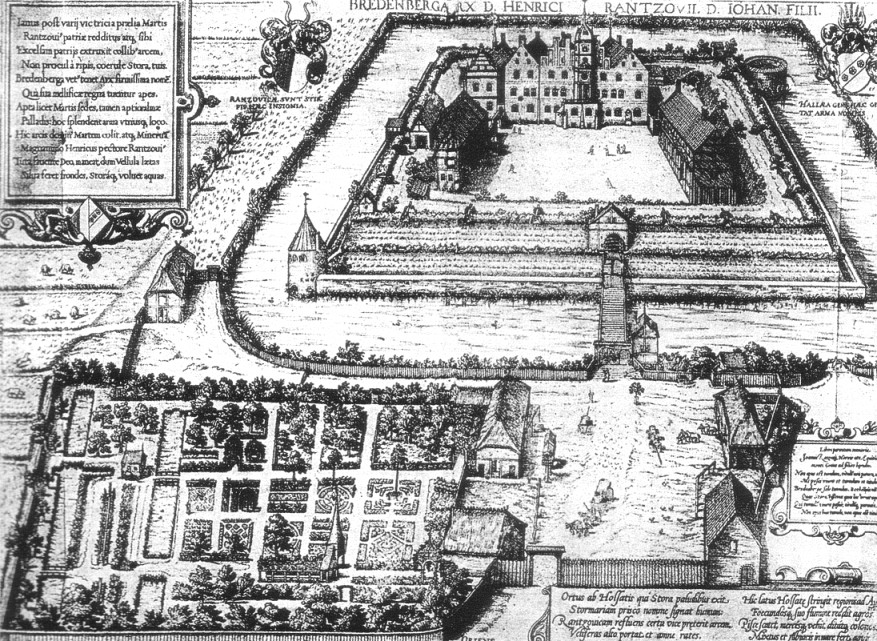
Breitenburg um 1590 (Stich von Braun und Hogenberg), im rechteckigen Wallring das vierfache Haus mit der Kapelle (noch ohne Turm) links, vor dem Schloss liegt der Wirtschaftshof und links davon der Garten

Ab 1565 begann ein umfangreicher Ausbau der Anlage. Gebäuderiegel nördlich und südlich des Hofs, die als Wirtschaftsgebäude und Kavaliershaus dienten, erweiterten das Herrenhaus zu einer dreiflügeligen Anlage, die mit Zierelementen der Renaissance geschmückt war. Von 1580 bis 1590 wurde als fünftes Gebäude die Kapelle erbaut. Die Gestalt der Anlage zum Ende des 16. Jahrhunderts ist in verschiedenen Stichen von Georg Braun und Frans Hogenberg festgehalten, die eine stark befestigte Hofanlage und die fünf Häuser mit jeweils unterschiedlich gestalteten Giebelflächen zeigen. Erstmals für Schleswig-Holstein wird hier zudem ein adliger Renaissancegarten abgebildet, auf dem Obstbaumquartiere, Fischteiche, erste Parterre-Beete und eine Weinlaube zu erkennen sind.

### Das Schloss als ein Zentrum des Humanismus

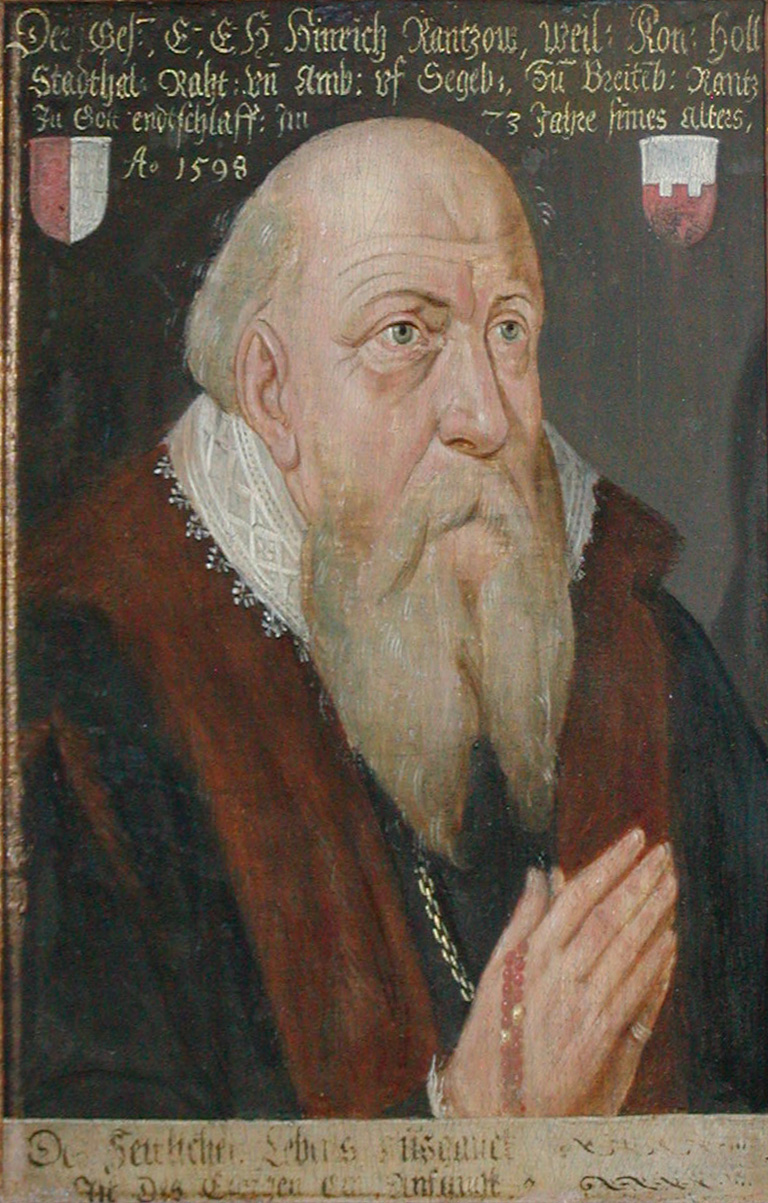
Unter Heinrich Rantzau erlebte die Breitenburg ihre kulturelle Blüte. Gemälde von 1598

Unter Heinrich Rantzau entwickelte sich die Breitenburg zu einem der kulturell bedeutendsten Höfe im Lande. Heinrich erwarb sich seinen Ruhm unter anderem als Finanzmann, Amtmann des dänischen Königs und erfolgreicher Wirtschafter. Seine Güter florierten und sein Wohlstand sorgte dafür, dass er bei Bedarf sogar dem Königshaus Geld leihen konnte. Die Breitenburg wurde durch ihn zu einem Zentrum des Humanismus im Norden Europas. Er richtete hier eine große Bibliothek ein, empfing Gelehrte seiner Zeit und scheute, selbst Protestant, auch nicht den offenen Austausch mit Mitgliedern der katholischen Konfession. Rantzau unterstützte zudem als Mäzen verschiedene Künstler, hatte Kontakt zu Tycho Brahe und führte die Kunst der Renaissance auf seinen Besitzungen ein. Neben dem Ausbau der Breitenburg und anderer Herrenhäuser entstammt zum Beispiel auch der in der Nähe des Schlosses gelegene manieristische Tempel von Nordoe der Bauleidenschaft des Statthalters. Die Epoche der Familie Rantzau, der bis zu 71 Güter im Land und in Dänemark gehörten, wurde aufgrund ihres Einflusses auch als Rantzausches Zeitalter bezeichnet.

### Der Dreißigjährige Krieg
Infolge des drohenden Dreißigjährigen Krieges ließ Gerhard Rantzau, Heinrich Rantzaus Sohn, einen zweiten Burggraben anlegen, der das Schloss, den Wirtschaftshof und die Gärten umschloss. Bastionen sicherten diese Wehranlage zusätzlich, die als Rudiment noch den heutigen Schlossgraben bildet.
1627 rückten kaiserliche Truppen nach Norddeutschland vor und erreichten im Spätsommer auch die Breitenburg. Das befestigte Schloss wurde zwei Wochen lang von Wallensteins Streitmacht belagert; die Verteidigung der Breitenburg übernahmen hauptsächlich die Bauern der Umgebung. Das kaiserliche Heer stürmte das Schloss schließlich am 29. September 1627, das Torhaus wurde gesprengt, die Soldaten ermordeten die verbliebene Besatzung und verwüsteten das Schlossgelände. Die Bibliothek mit ihrer umfangreichen Sammlung von über 6300 Bänden wurde geplündert; Restbestände aus der Beute, erkennbar am Supralibros von Heinrich Rantzau, finden sich in vielen Bibliotheken Europas.
Christian zu Rantzau unternahm zwischen 1630 und 1633 den Wiederaufbau des Schlosses. Doch 1643 geriet es noch einmal in die Kriegswirren. Diesmal ging der Angriff von schwedischen Truppen unter dem Kommando Lennart Torstenssons aus. Die Breitenburg wurde am 17. Dezember des Jahres eingenommen und erneut geplündert. Von 1647 bis 1651 fanden erneute Wiederherstellungsarbeiten statt.

### Der allmähliche Verfall der Breitenburg
Mit der Erhebung der Rantzau in den Stand der Reichsgrafen 1650 erfolgte eine vorübergehende Aufwertung des einflussreichen Adelsgeschlechts. Christian Rantzau erwarb 1649 das Amt Barmstedt und errichtete dort seine neue Residenz auf der Barmstedter Schlossinsel. Die von den Zerstörungen des Krieges gezeichnete Breitenburg ließ er instand setzen, doch bewohnte er sie nicht mehr regelmäßig. Christians Sohn Detlev trat 1663 das Erbe des Vaters an und nutzte das Herrenhaus auf Gut Drage nördlich von Itzehoe als Hauptwohnsitz, die Breitenburg verfiel nun zusehends.
1721 wurde der folgende Reichsgraf, Detlevs Sohn Christian Detlev zu Rantzau, im Barmstedter Wald ermordet. Für die Tat wurde sein Bruder Wilhelm Adolf verantwortlich gemacht und die Grafschaft sowie die Güter in Breitenburg, Drage und Rantzau darauf vom dänischen König Friedrich IV. beschlagnahmt, womit die politische Bedeutung der Familie schwand. 1726 ging die Breitenburg mit Genehmigung Christians VI. an Wilhelm Adolfs Schwester Catharina Hedwig, allerdings mit der Auflage, dass sie die Prozesskosten des Bruders von 230.000 Reichstalern zu tragen hätte. Catharina Hedwig war mit Graf Johann Friedrich aus dem Haus Castell-Rüdenhausen verheiratet. Dadurch verblieb die Breitenburg für zwei Generationen im Haus Castell. Die Enkelin Louise Amoene schließlich heiratete 1761 Friedrich Graf zu Rantzau aus Ahrensburg, womit der Breitenburger Besitz wieder an eine Rantzauer Linie ging.
Während des 18. Jahrhunderts wurden mehrfach Pläne entwickelt, das Schloss wieder aufzubauen, doch sowohl Entwürfe Johann Christian Böhmes von 1747 als auch ein Konzept von Johann Gottfried Rosenberg um 1760 wurden verworfen. Beide entwickelten Pläne, die, wären sie umgesetzt worden, das aufwendigste Barockschloss Schleswig-Holsteins zum Ergebnis gehabt hätten. Der Schleswiger Architekt Rosenberg sah ein breites Schloss im Palaisstil anstelle des Mehrfachhauses vor, in das die Kapelle vollständig integriert worden wäre. Der Hof sollte nach seinem Plan von gleichartigen Pavillonbauten eingefasst werden und in östlicher Richtung durch ein Torhaus begrenzt sein. Weiter entwarf er einen vollständigen französischen Garten. Letztlich fehlten Friedrich Rantzau jedoch die finanziellen Mittel für dieses Großprojekt. Der einstige Hauptbau der Breitenburg musste abgebrochen werden und das Schloss bestand fast 50 Jahre lang nur aus dem einstigen Nebenflügel und der Kapelle. Die Breitenburg blieb jedoch auch ohne repräsentatives Herrenhaus ein funktionierendes Gut und wurde erfolgreich bewirtschaftet.

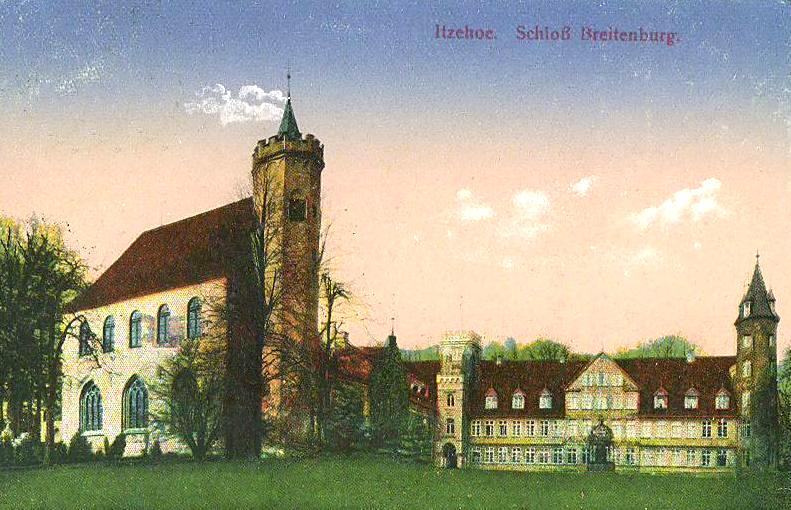
Das Schloss Anfang des 20. Jahrhunderts. Im Vordergrund die Kapelle, im Hintergrund der Nordflügel

### Vom Neubau des 19. Jahrhunderts bis zur Gegenwart
Erst mit dem beginnenden 19. Jahrhundert erfolgte unter Conrad zu Rantzau ein schrittweiser Wiederaufbau des Schlosses in modernen, an den Historismus angelehnten Formen. Die Arbeiten, die dem Schloss seine gegenwärtige Gestalt verleihen, waren erst mit der Wende zum 20. Jahrhundert abgeschlossen. Die Breitenburg diente zwar nicht mehr als ein politisches Zentrum im Lande, doch war sie immer noch ein kultureller Treffpunkt. Conrad Rantzau unterstützte den Maler Detlev Conrad Blunck finanziell, er war eng mit Bertel Thorvaldsen befreundet und er empfing hier öfter den Dichter Hans Christian Andersen. Bis zur Übernahme durch Preußen 1867 war das Gut auch Patrimonialgericht.
Die Zeit der Weltkriege des 20. Jahrhunderts überstand das Schloss ohne Zerstörungen. Zwar wurde das benachbarte Itzehoe während des Zweiten Weltkrieges mehrfach von alliierten Fliegerverbänden angegriffen, doch lag die Breitenburg zu weit vom Stadtzentrum entfernt, als dass die Angriffe hätten Schäden verursachen können. Während den Kriegsjahren wurde auf dem Schloss Breitenburg die Post, die für Breitenburg bestimmt war, sortiert.
Die Breitenburg befindet sich noch immer im Besitz der Rantzauer Grafenfamilie, die sie bis heute als Wohnhaus nutzt. Auch der Gutsbetrieb findet weiterhin statt, wurde aber um eine einträgliche Verpachtung der Ländereien an einen Golfclub und regelmäßig stattfindende Reitturniere ergänzt. Die Geschäfte der Gutsverwaltung führte bis zu ihrem Tod Elke Gräfin zu Rantzau. Aufgrund der fast vollständigen Nutzung als Privathaus gibt es weder ein Museum, noch öffentlich zugängliche Räume im Schloss. Die gräfliche Familie führt jedoch gelegentlich angemeldete Gruppen durch die Schauräume. Terminanfragen und Anmeldungen sind über die Gutsverwaltung möglich.

### Bezeichnung Schloss
Als Mittelpunkt eines Adligen Gutes ist der Neubau der Breitenburg eigentlich ein Herrenhaus, da die Bezeichnung Schloss in Schleswig-Holstein (und Mecklenburg) allein landesherrlichen oder bischöflichen Sitzen vorbehalten war. Doch bereits der Bauherr Johann Rantzau bezeichnete seinen Herrensitz in der Kapelleninschrift von 1530 als Schloss und setzte damit auch ein politisches Statement. Aufgrund seiner Bedeutung in der Landesgeschichte, seiner reichen Kunstsammlungen und der Erhebung der Rantzau in den Reichsgrafenstand 1650 wird Breitenburg zumindest landläufig als Schloss bezeichnet. Die Breitenburg wäre historisch korrekter.

## Baulichkeiten

### Der Ursprung: ein typisches Haus des Landes

Das vierfache Renaissancehaus ist auf dem Wappen des Ortes Breitenburg dargestellt

Ein festes Schloß bin ich, Bredenborg heiß ich, Herr Johann Rantzow Ritter ließ bauen mich […]
In Stein gemeißelte Inschrift an der Schlosskapelle.
Der erste Bau des Schlosses auf dem Breitenberg wurde unter Johann Rantzau ab 1530 errichtet. Der Bauherr entschied sich mit der Form seines neuen Hauses für eine typische Baugestalt des Landes, das sogenannte Doppelhaus. Diese Bauform wurde vom Spätmittelalter bis zur Renaissance in unterschiedlichen Variationen ausgeführt, ähnliche Doppelbauten finden sich beispielsweise auf Gut Wensin und auf dem Gut Wahlstorf. Wie auf vielen anderen Gütern Schleswig-Holstein bildeten auch hier zwei längs zueinander errichtete Giebelhäuser mit jeweils eigenem Satteldach den Kern der Gutsanlage. Das Doppelhaus wurde nacheinander mit je einem weiteren Anbau verdrei- und anschließend vervierfacht, ob dieser Ausbau unter Johann Rantzau oder erst unter seinem Sohn geschah, ist allerdings nicht mehr zweifelsfrei festzustellen. Während die mittleren Häuser mit Treppengiebeln versehen waren und sich mittig zwischen ihnen der Treppenturm befand, verfügten die äußeren Häuser über einfache Dreiecksgiebel. Durch den umgebenden Graben wurde daraus eine Wasserburg. Eine Darstellung des Baus findet sich auf der Rantzau-Tafel aus dem 16. Jahrhundert. Die einstige Gestalt des Herrenhauses ist in stilisierter Form im Wappen der Gemeinde Breitenburg abgebildet.
Über die Baumeister des ersten Breitenburg ist nicht viel bekannt. Durch dynastische Verbindungen stand Heinrich Rantzau in Verbindung mit dem sächsischen Kurfürsten und es wird vermutet, dass der Hofbaumeister Hans Irmisch zumindest den Treppenturm geplant und ausgeführt hat. Gesichert ist, dass die 71 Stufen der Wendeltreppe ein Geschenk Augusts von Sachsen waren und aus pirnaischem Sandstein gefertigt wurden.
Architektonisch war das Schloss mit Häusern wie Ahrensburg und Nütschau verwandt – ebenfalls Rantzauer Besitzungen –, hier aber in der vierfachen Bauausführung. Die Grundfläche der Einzelhäuser betrug je ca. 12 Meter in der Breite und 20 Meter in der Länge. Ähnliche Ausmaße zeigt noch heute das Schloss Glücksburg, dessen Einzelhäuser mit 30 Metern zwar länger, mit 10 Meter aber etwas weniger breit sind. Insgesamt hatten 31 Zimmer und Säle dort Platz, denen eine prächtige Ausstattung nachgesagt wurde. Matthäus Merian beschrieb 1653 die schönen inscriptiones, allerhand Bilder, conterfeiten und schönes Mahlwerk.
Die Erweiterungen mit den Flügelbauten unter Johanns Sohn Heinrich vergrößerten die Anlage zusätzlich. Aus dem befestigten Herrenhaus Johann Rantzaus entwickelte sich so unter seinem Sohn ein höfisches Schloss der Renaissance. Das alte Mehrfachhaus wurde 1763 bis auf die Kapelle und die Kellerräume abgetragen.

### Die heutige Gestalt
Die heute sichtbare Bausubstanz des Schlosses geht weitgehend auf die umfangreichen Neu- und Umbauten vom Anfang bis zum Ende des 19. Jahrhunderts zurück. Die Arbeiten begannen unter Johann Matthias Hansen. Hansen war ein Neffe des berühmten Architekten Christian Frederik Hansen, mit dem er sich während der Planungen beriet und dessen Einfluss auch auf Breitenburg wirkte. Die letzten Arbeiten wurden unter Albert Petersen von 1898 bis 1900 ausgeführt und verliehen dem Bau die historistische Fassade mit gotischen Anleihen. Der Bau besteht aus zwei annähernd rechtwinklig aneinandergefügten Gebäudeflügeln um einen gepflasterten Hof, die gemeinsam den Grundriss eines großen L aufweisen und Längen von ca. 50 bzw. 60 Metern besitzen. Das Schloss ist mit seiner zweiflügeligen Gestalt und der neogotischen Überformung eine Besonderheit in der holsteinischen Architekturlandschaft.

#### Der Nordflügel

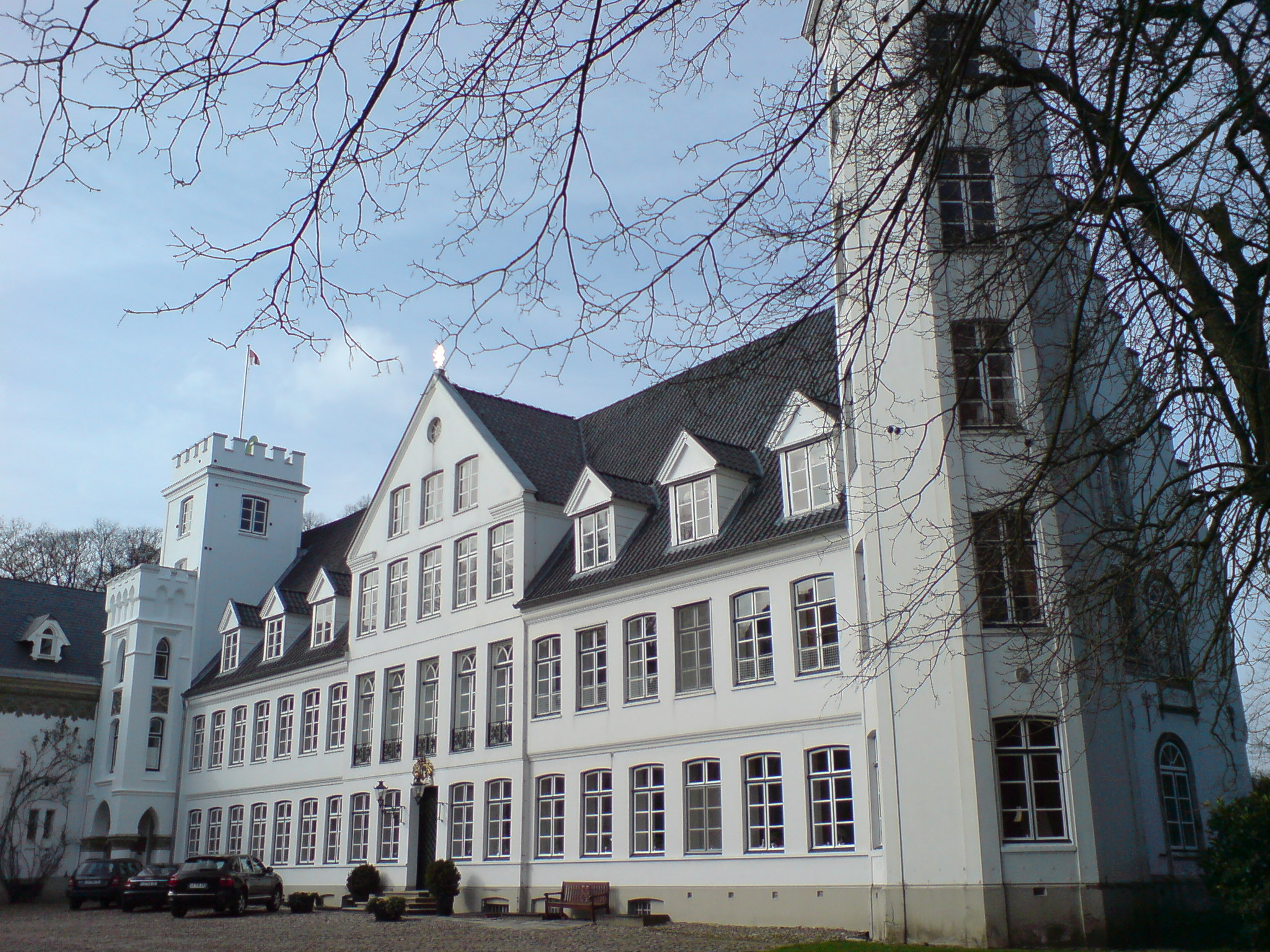
Blick auf die Hoffassade des Nordflügels

Der heutige Nordflügel beinhaltet vor allem die Wohnräume Breitenburgs. Er belegt die Fläche des einstigen Kavaliershauses, das den nördlichen der unter Heinrich Rantzau errichteten Flügelbauten des Hofs bildete. Das Erbauungsjahr des Hauses wird auf seiner Giebelseite mit 1673 angeführt. Entgegen der angegebenen Jahreszahl stammt der reich durchfensterte Bau im Wesentlichen aus dem 18. Jahrhundert und erhielt seine gegenwärtige Gestalt mit dem achteckigen Turm und dem hohen Zwerchhaus im 19. Jahrhundert nach Entwürfen von Kuno zu Rantzau-Breitenburg. Der Bau war bis ins 19. Jahrhundert der jüngste Teil des Schlosses. Mit dem weitgehenden Abriss und späteren Neubau des Westflügels wurde er – abgesehen von der Schlosskapelle – zum ältesten Gebäude der Anlage. Der aus dem Winkel zwischen den Flügeln ragende Treppenturm erhielt sein heutiges Aussehen 1898.
Den Hauptzugang zum nördlichen Flügel bildet das Vestibül, das mit Landschaftsszenen darstellenden Supraporten geschmückt ist. Im Obergeschoss des Gebäudes befindet sich die sogenannte Thorvaldsen-Galerie, in der sich zahlreiche Erstabgüsse von Bertel Thorvaldsens Werken befinden. Der dänische Künstler wurde durch Corand Rantzau stark gefördert und schenkte seinem Mäzen die Sammlung, die der Graf hier aufstellen ließ und welche die Geschichte Breitenburgs als Ort der Kunst fortführte. Der Nordflügel ist durch seinen Spiegelsaal mit dem Rittersaal im westlichen Flügel verbunden. Der neobarocke Spiegelsaal erhielt seine festliche Gestalt 1887 und ist mit Rankenwerk, gekuppelten Pilastern und großen Spiegeln reich dekoriert.

#### Der Westflügel

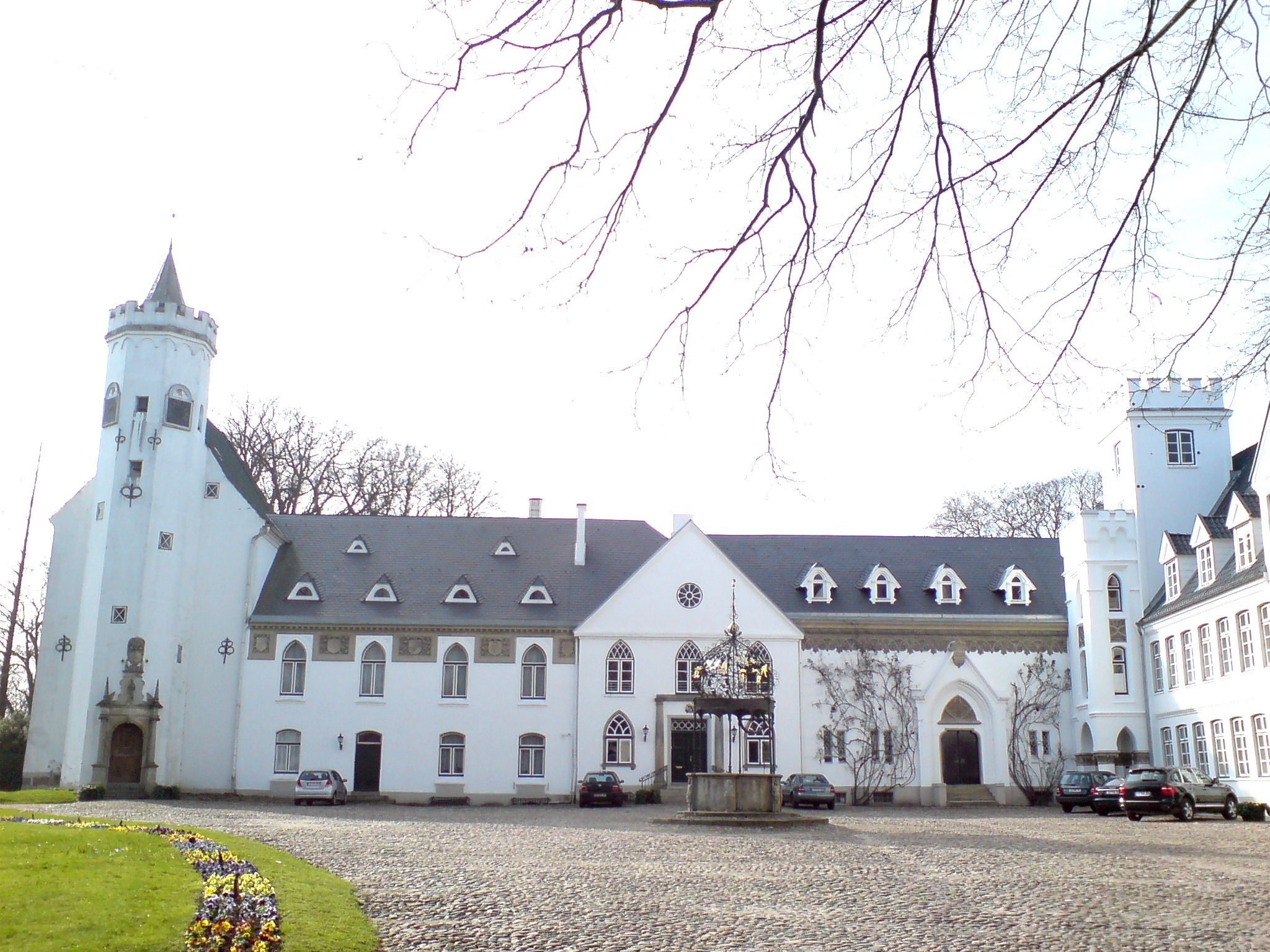
Der Westflügel nimmt die Position des einstigen Mehrfachhauses ein. Links die Schlosskapelle, vor dem mittleren Giebelhaus steht der Brunnen von 1592

Der Westflügel beherbergt neben einer Anzahl Wohnräume die großen Gesellschaftssäle und die Bibliothek des Schlosses. Der Gebäuderiegel ruht zum Teil auf den Fundamenten des früheren Mehrfachhauses, das 1763 bis auf den Keller und die Kapelle abgetragen wurde. Als erster Neubau nach der Niederlegung wurde das dreiachsige Giebelhaus zwischen der Kapelle und dem Nordflügel um 1805 errichtet. Das Haus, das heute einen der Hauptzugänge zu dem Flügel beinhaltet, wurde erst zwischen 1898 und 1899 durch seine Verbindungsbauten mit den restlichen Gebäudeteilen zu einer Einheit zusammengefügt. Die östliche Fassade des Westflügels ist auf den Schlosshof ausgerichtet und von dieser Seite wirkt das Gebäude wie ein breiter, kompakter Bau, was konträr zu seiner vielgestaltigen rückwärtigen Form steht. Aus der gartenseitigen, westlich gerichteten Fassade ragen die Schlosskapelle und das mittlere Giebelhaus heraus und rahmen zusätzlich den Bau der Bibliothek, die hofseitig nicht zu erkennen ist. Ein Blick aus dem Garten auf den Westflügel mit seinen drei unterschiedlichen Giebeln und der Kapelle vermittelt eine annähernde Vorstellung der einstigen Gestalt der fünffach zusammenhängenden Häuser Heinrich Rantzaus.
Der größte Raum des Westflügels ist der Rittersaal, der das gesamte Obergeschoss des Verbindungsbaus zwischen dem mittleren Giebelhaus und dem Nordflügel einnimmt. Der Saal ist mit Ahnenbildern der Rantzauer Familie dekoriert und mit dem Spiegelsaal des Nordflügels verbunden. Das Giebelhaus mit seinen drei Fensterachsen beinhaltet verschiedene Wohnräume und das einzige Treppenhaus des westlichen Traktes. Die Gemäldegalerie mit Werken italienischer und holländischer Meister liegt im südlichen Verbindungsbau und ist als verhältnismäßig schlichter Saal mit Oberlicht gestaltet. Er bildet zudem den Übergang zur Bibliothek. Diese ragt gartenseitig als Querhaus aus dem Westflügel heraus und ist im Stil italienischer Gotik ausgeschmückt. Sie besitzt ein vierteiliges, auf einer Mittelsäule ruhendes Gewölbe und wird durch zwei große, spitzbogige Fenster erhellt.

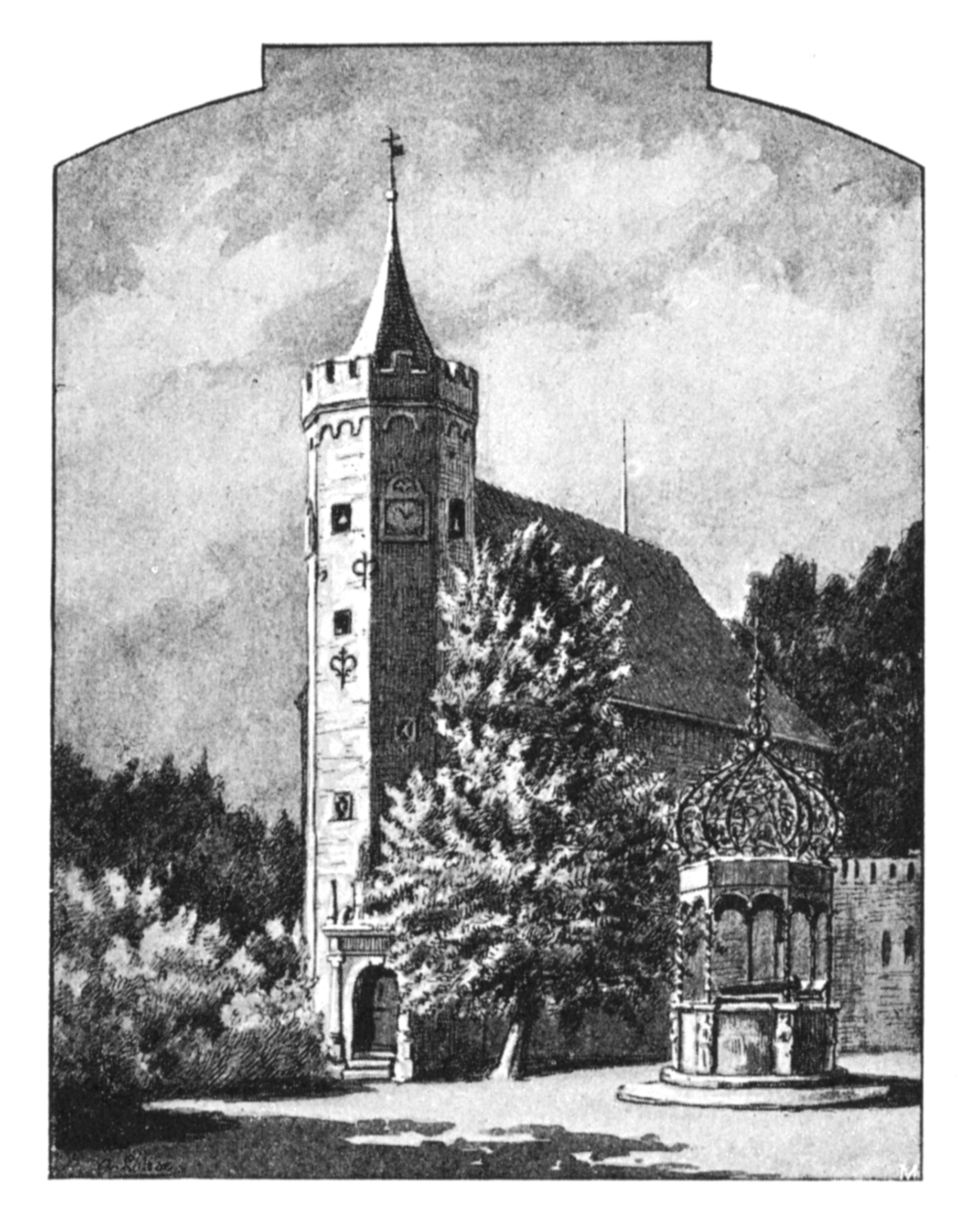
Die Schlosskapelle, Zeichnung vom Ende des 19. Jahrhunderts

#### Die Schlosskapelle
Am südlichen Ende des Westflügels schließt sich der Bau der Schlosskapelle an. Sie bildet den ältesten erhaltenen Baubestand des Schlosses und stammt aus der Zeit Heinrich Rantzaus um 1590. Einst war sie der fünfte Parallelbau des Renaissancehauses. Während der Belagerung und Plünderung im Dreißigjährigen Krieg wurde die Kapelle 1627 stark beschädigt und der Kirchensaal musste ab 1634 fast vollständig erneuert werden. Aus dieser Zeit stammt auch der hofwärts vorangestellte, polygonale Treppenturm, das Portal in Form einer Ädikula wurde 1651 geschaffen. Weitere Umbauten der Kapelle erfolgten um 1810 unter Matthias Hansen, bei denen unter anderem die Fenster des Obergeschosses umgestaltet wurden und der Turm seinen Zinnenkranz erhielt. Eine grundlegende Sanierung der Kapelle fand 1964 statt.

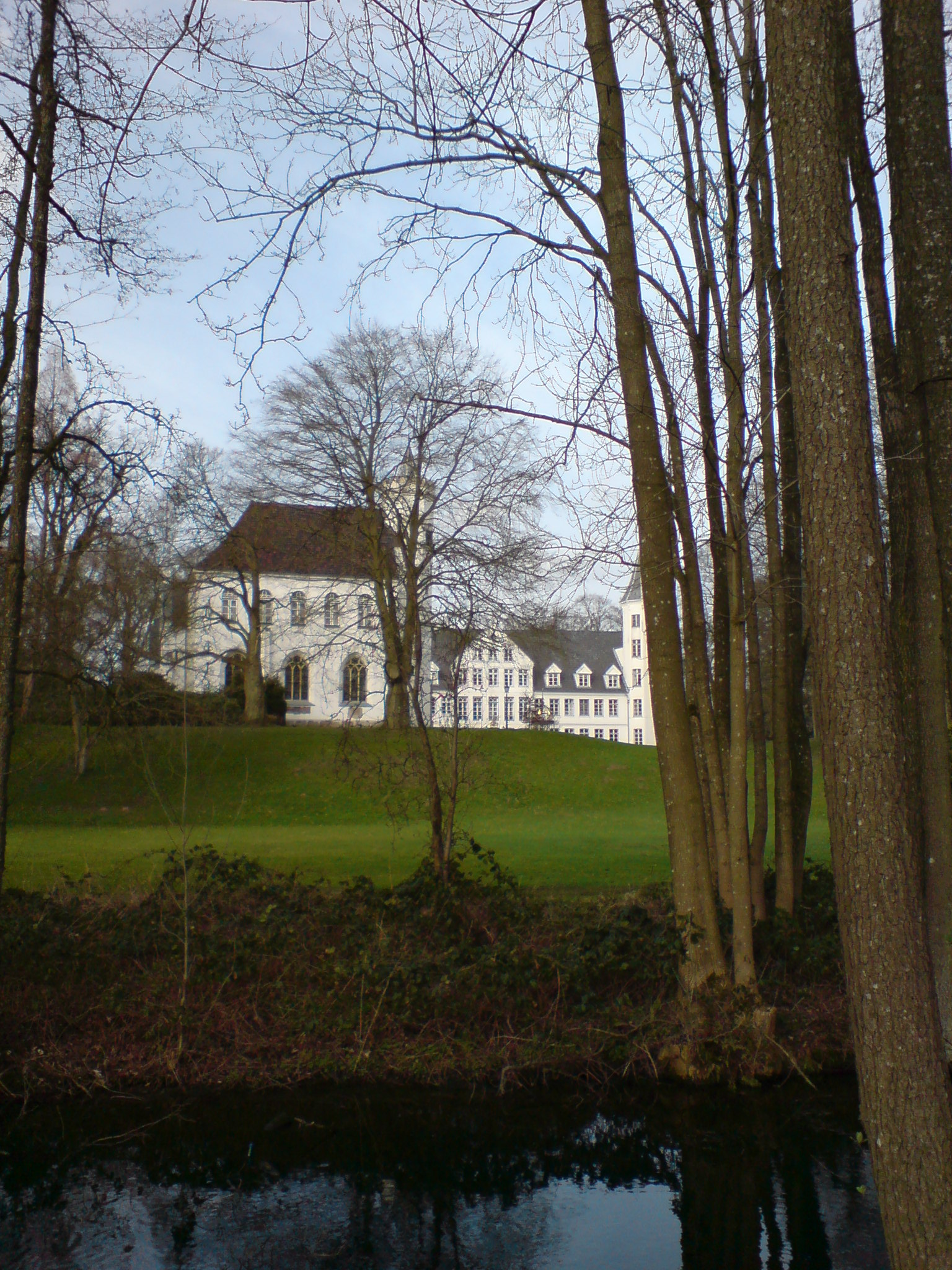
Blick durch die Gartenanlage auf die Kapelle und den Nordflügel

Der Raum wird überspannt von einem dreijochigen Sternrippengewölbe mit gotisierendem Rankenwerk. Erhellt wird der Raum durch drei südwärts gerichtete, große Spitzbogenfenster, deren figürliche Glasbilder aus der Mitte des 17. Jahrhunderts stammen. Die Kapelle bildet einen im Verhältnis zu den übrigen Schlossgebäuden hohen Saalbau mit rechteckigem Grundriss, ein ausgebildeter Chor ist nicht vorhanden. Aufgrund der Lage innerhalb der Schlossanlage, das Portal ist östlich zum Hof ausgerichtet, befindet sich der Altar an der westlichen Stirnwand des Saals. Das Altarbild mit einer Auferstehungsszene stammt aus dem Jahr 1581, der Altaraufsatz ist barocken Ursprungs.

### Der Schlosshof und der Garten
Der gepflasterte Hof wird auf zwei Seiten von den Flügeln des Schlosses begrenzt, die anderen Seiten gehen direkt in den umgebenden Garten über. Den Mittelpunkt des Schlosshofs bildet ein Ziehbrunnen von 1592. Der unter Heinrich Rantzau angelegte Brunnen ist mit Hermenfiguren und einer zwiebelförmigen Laube aus Schmiedeeisen geschmückt und in seiner Art und Ausführung nahezu einzigartig in Schleswig-Holstein.

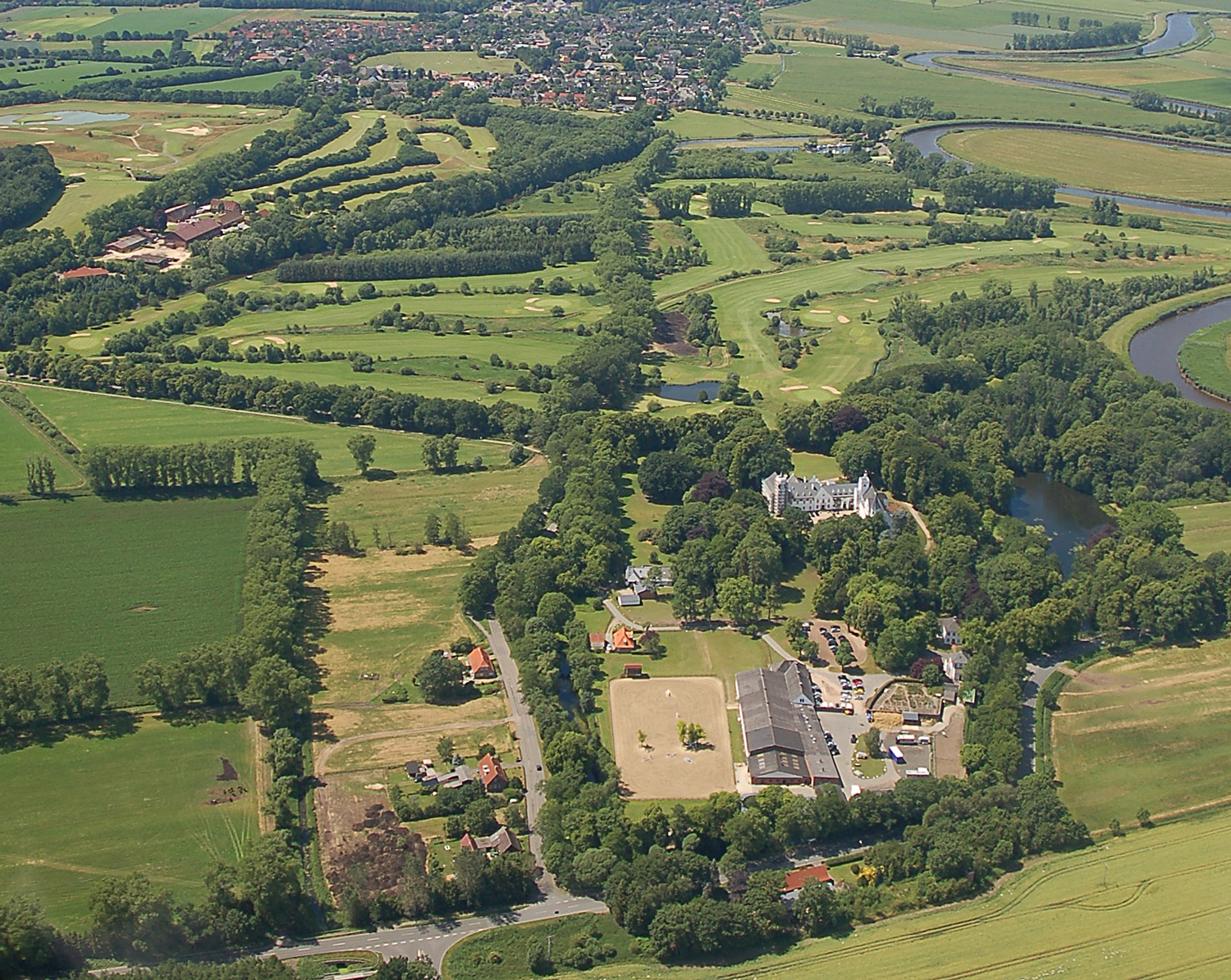
Luftbild des Schlossgeländes mit dem Garten, dem Wirtschaftshof und der Golfanlage

Den Eingang zum Schlossgelände bildet eine Brücke mit zwei rahmenden Wohnhäusern, die gemeinsam eine Art Torsituation markieren. Beide Bauten stammen aus dem 18. Jahrhundert und wurden im 19. Jahrhundert um je ein Stockwerk erhöht. Von hier führt der Weg rechterhand zum Schloss und linkerhand zum Wirtschaftshof. Der Wirtschaftshof ist heute unregelmäßig mit dem Gutsbetrieb dienenden Zweckbauten des 19. und 20. Jahrhunderts versehen. Zu Zeiten Heinrich Rantzaus gab es hier Platz für 50 Pferde und 100 Kühe. Vom Renaissancegarten, der sich ehemals hinter dem Wirtschaftshof befand und der später als Nutz- und Küchengarten genutzt wurde, sind keine Spuren mehr vorhanden. Seine Fläche wird von einer Reitbahn des Gutbetriebs eingenommen. Ebenso ist die barocke Gartenanlage, die im 18. Jahrhundert direkt an den Schlossgebäuden anstelle des verfüllten Hausgrabens angelegt wurde, verloren gegangen.
Anstatt des alten Barockgartens erhielt das Schloss ab Anfang des 19. Jahrhunderts Grünanlagen nach dem Vorbild englischer Landschaftsparks. Beauftragt wurde die Umgestaltung unter Conrad Rantzau. Dabei wurden die alten Wälle und der äußere Wassergraben in die Gartenlandschaft einbezogen. Der innere Graben wurde bereits im 18. Jahrhundert zugeschüttet. Das Gelände des einstigen Befestigungswerks ist heute noch zu erahnen und auf Luftbildern erschließt sich noch immer der rechteckige Aufbau der früheren Schlossinsel. Der Garten war von den Werken Capability Browns beeinflusst, der eine Abkehr von den romantischen Gärten voller Staffagebauten forderte. So war auch der Breitenburger Park nur mit einer kleinen Orangerie und einem Vogelpavillon versehen, dem sogenannten Hühnerhaus. Das Gelände wurde mit sanften Hügeln modelliert, Stauden und Heckengewächse zierten die Rasenflächen und die weitere Umgebung der Störniederung diente als Kulisse. Ein sogenannter Beltwalk, ein Rundweg, führte durch die Anlage und sollte zu einer Wanderung der Ruhe und inneren Einkehr auffordern.

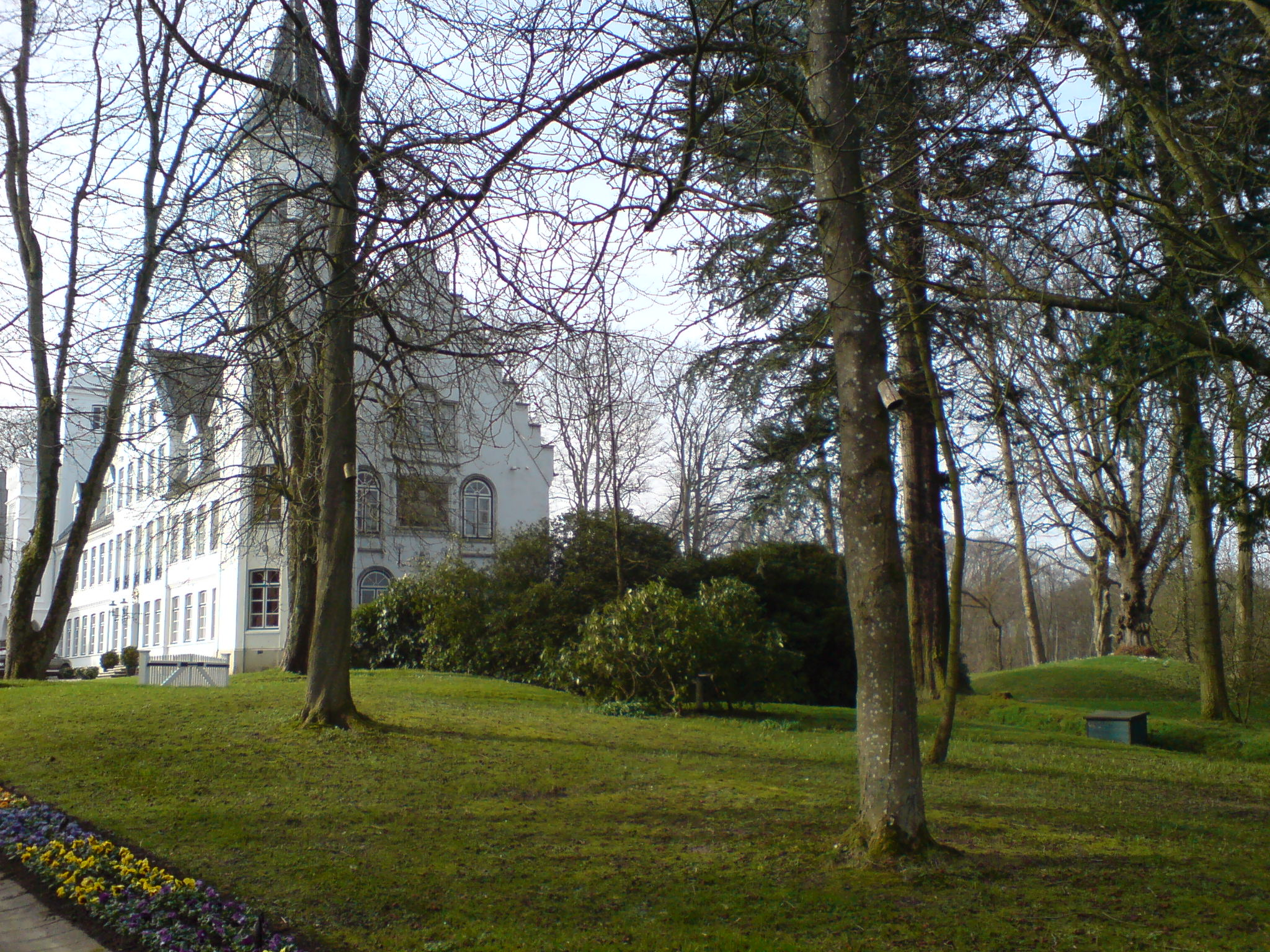
Blick über den Garten mit dem Nordflügel im Hintergrund

Der Landschaftspark galt seinerzeit als einer der schönsten Schleswig-Holsteins. Der Auftraggeber Conrad Rantzau liebte seinen Garten so sehr, dass er sich nach seinem Tod 1845 ohne Zeremonie und an geheimer Stelle dort bestatten ließ. Hans Christian Andersen, der mehrfach auf dem Schloss zu Gast war, schwärmte 1843 von den Gärten:
Nach dem Regen ging ich im Garten zwischen Rotdorn, Weißdorn, hängenden Birken und Tannen spazieren. Von den Birken fielen noch die Regentropfen. Die Sonne fiel durch die Zweige auf das feuchte Gras. Besonders der Duft der Birken lag in der Luft. Draußen auf den Wiesen weidete im hohen Gras das Vieh mit Glocken um den Hals. Ein Storch flog mit ausgebreiteten Schwingen über sie hinweg. Schön war der Abend mit dem Gesang der Nachtigall im Mondschein.
Im Auftrag Kuno zu Rantzaus überarbeitete der Altonaer Gartenarchitekt Friedrich J. C. Jürgens (1825–1903) den Landschaftspark von 1882 bis 1884 und legte unter anderem einen kleinen See an. Nach dem Zweiten Weltkrieg wurde das verschlungene, pflegeintensive Wegesystem weitgehend aufgegeben und der westliche Teil des Parks abgetrennt.
Die Gartenanlage ist wie das Schloss im Privatbesitz und für Besucher daher in der Regel nicht zugänglich.